# Ruth Cahn
Ruth Cahn   (Frankfurt del Main, 7 de desembre de 1875 - Frankfurt del Main, 20 de maig de 1966) va ser una pintora alemanya. Està inclosa en el cercle dels " Fauves ".

## Vida
Amalie Leontine Cahn Schwarzadler, va néixer a Frankfurt sent l'única dona de quatre germans: Siegmund Heinrich (1873-1890), Amalie Leontine (1875-1966), Robert Zacharias (1878-1948) i Arthur Isaak (1883-1952). La seva família d'origen jueu consta establerta a la ciutat des de moltes generacions anteriors. La seva història es remunta a la casa "Schwarzer Adler" en la Judengasse de Frankfurt; els seus primers avantpassats consten admesos a la ciutat de Frankfurt ja en 1505. El seu pare era consultor en la Cambra de Comerç i propietari del banc Heinrich Cahn & Co. que va dirigir amb èxit situat al carrer Taunusstrasse prop de l'estació central i principal districte de bancs de la ciutat. La seva mare també era descendent de l'extensa branca de banquers i financers Goldschmidt presents a la ciutat des del segle xvi. Els seus germans menors, Robert (Frankfurt am Main 1878 - Barcelona 1948) i Arthur (Frankfurt am Main 1883 - Santiago de Xile 1952), es van establir també com a reeixits empresaris des de joves.
De 1906 a 1912, Ruth Cahn va assistir a l'acadèmia de dones de l'Associació d'Artistes de Munic i va estudiar allí amb Max Feldbauer.
A principis de la dècada de 1920, Cahn vivia a París, als afores del barri de Montparnasse, on ja hi estava establert el seu germà Robert per negocis anys enrere. Aquí va estar en els cercles de Pablo Picasso i Henri Matisse, als qui es diu que va conèixer personalment. En aquest ambient creatiu, va continuar la seva educació artística amb Kees van Dongen i Othon Friesz. Tots dos eren per a llavors celebritats ja cèlebres dins de l'art europeu i coneguts com els "Fauves".
Va ser membre de la Frankfurter Künstlerbund, participant en les exposicions regularment durant més de deu anys.
Ruth Cahn també err membre de GEDOK, que va ser fundada en 1926 com una comunitat d'artistes i amants de l'art alemany i austríac.
En 1935 es va veure obligada a abandonar Alemanya a causa de la persecució nazi. Es va exiliar a Santiago de Xile amb el seu germà Arthur. Des de llavors no va tornar a utilitzar el pinzell i va abandonar la pintura per sempre. Es considera la fi de la seva carrera artística.
L'any 1948 mort a Barcelona el seu germà Robert amb qui mantenia correspondència postal regularment. L'any 1952 mort el seu altre germà Arthur a Santiago. És aleshores que Ruth Cahn decideix tornar a Europa. Primerament, a la fi de 1953, es va traslladar a Barcelona al costat de la família del seu altre germà Robert al barri de la Bonanova - Sant Gervasi però el seu desig de tornar a la seva ciutat natal sempre va ser molt present i per això l'any 1961 va tornar a Frankfurt am Main en el mateix barri en el qual va viure. Va morir per causes naturals als 90 anys.
La pintora, que alguna vegada va ser una de les artistes més respectades de la ciutat, va ser enterrada en el Nou Cementiri Jueu de Frankfurt prop de la seva família.

## Treballs
La major part de les pintures de Ruth Cahn no van sobreviure a l'agitació de la Segona Guerra Mundial i la Guerra Civil espanyola i moltes es consideren perdudes. Les poques obres existents només donen una idea de com l'artista es va guanyar el reconeixement que va rebre en la cúspide de la seva carrera.
En el transcurs de les últimes dècades, només s'han trobat alguns rastres dels treballs de Ruth Cahn. En 1984, per exemple, es van subhastar sis olis a la casa de subhastes Arnold de Frankfurt, inclosos retrats de dones, nus, un autoretrat i una representació d'una gitana russa, tots creats a París. Fins avui, el Museu Jueu de Frankfurt ha pogut localitzar dos de les pintures a través de cerques en mitjans impresos i en línia. Un altre retrat femení, creat en el pinacle de la producció artística de Cahn, va arribar al mercat de l'art a principis de la dècada de 2000 i es va subhastar per última vegada en 2021. El retrat es troba ara en el Museu d'Art de la Generació Perduda de Salzburg. Altres dues representacions de dones en colors brillants pertanyen a la col·lecció d'art de l'exili Edition Memòria en Hürth. Una vista de l'estany Bethmann de Frankfurt es troba en la col·lecció d'art de la ciutat; el Museu Històric de Frankfurt ja havia adquirit una pintura del Palmengarten en la dècada de 1920.
Juntament amb altres pintures, inclòs un autoretrat, ara propietat dels descendents de Ruth Cahn, aquestes obres són les úniques pintures supervivents conegudes de l'artista. Aquestes obres es podran veure en 2022/2023 en l'exposició Back into the Light. Quatre artistes - les seves obres. els teus camins en el Museu Jueu de Frankfurt.

## Galeria d'imatges

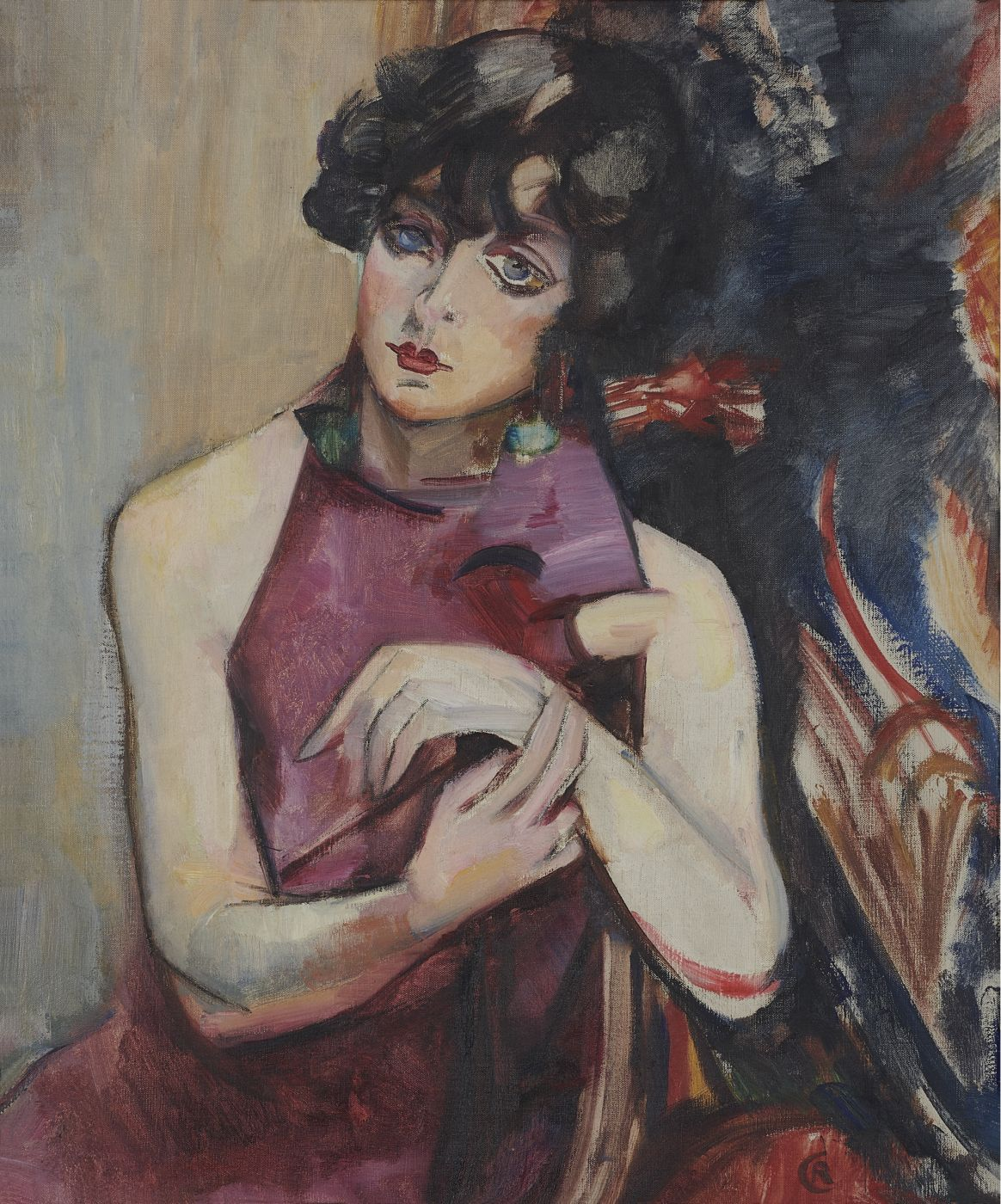
Ruth Cahn, Dona amb vestit morat (estudi de retrat), anys 20, col·lecció privada M. Kopp
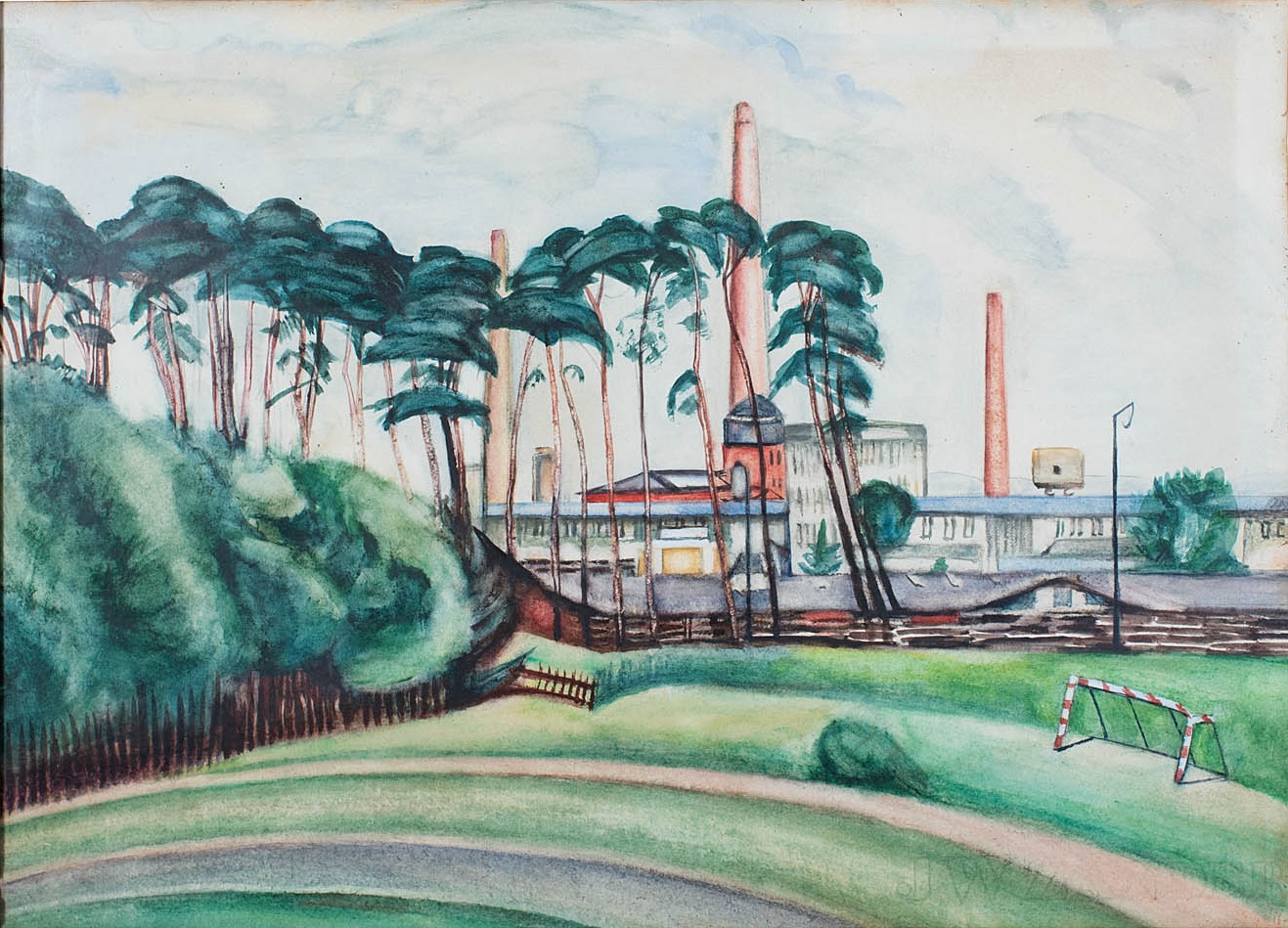
Ruth Cahn (1875-1966), camp d'esports Riederwald Eintracht a Frankfurt am Main, dècada de 1920, col·lecció privada.
Ruth Cahn, autoretrat, abans de 1935, col·lecció privada.
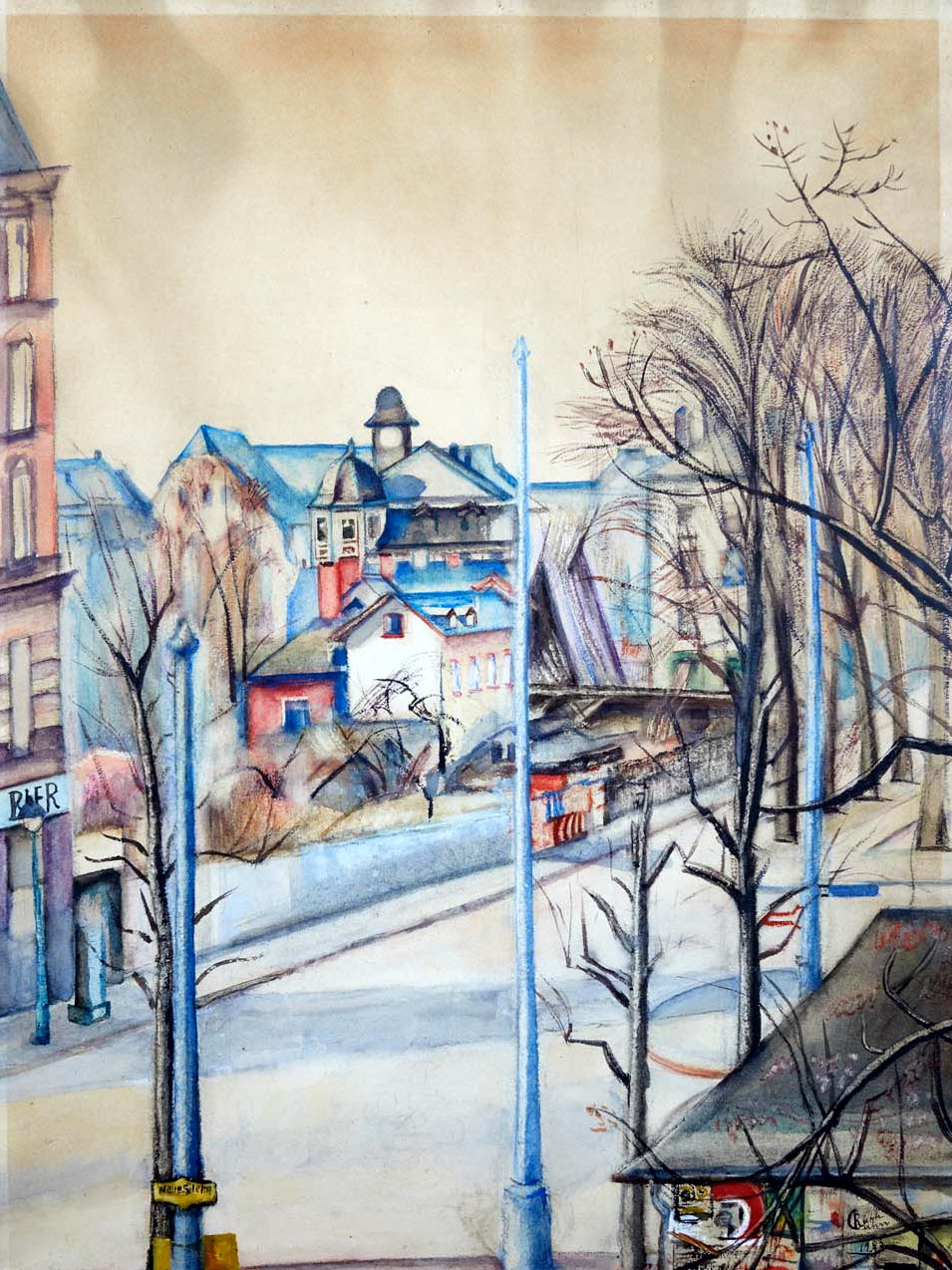
Ruth Cahn, Carrer de Frankfurt, 1933. Col·lecció privada.
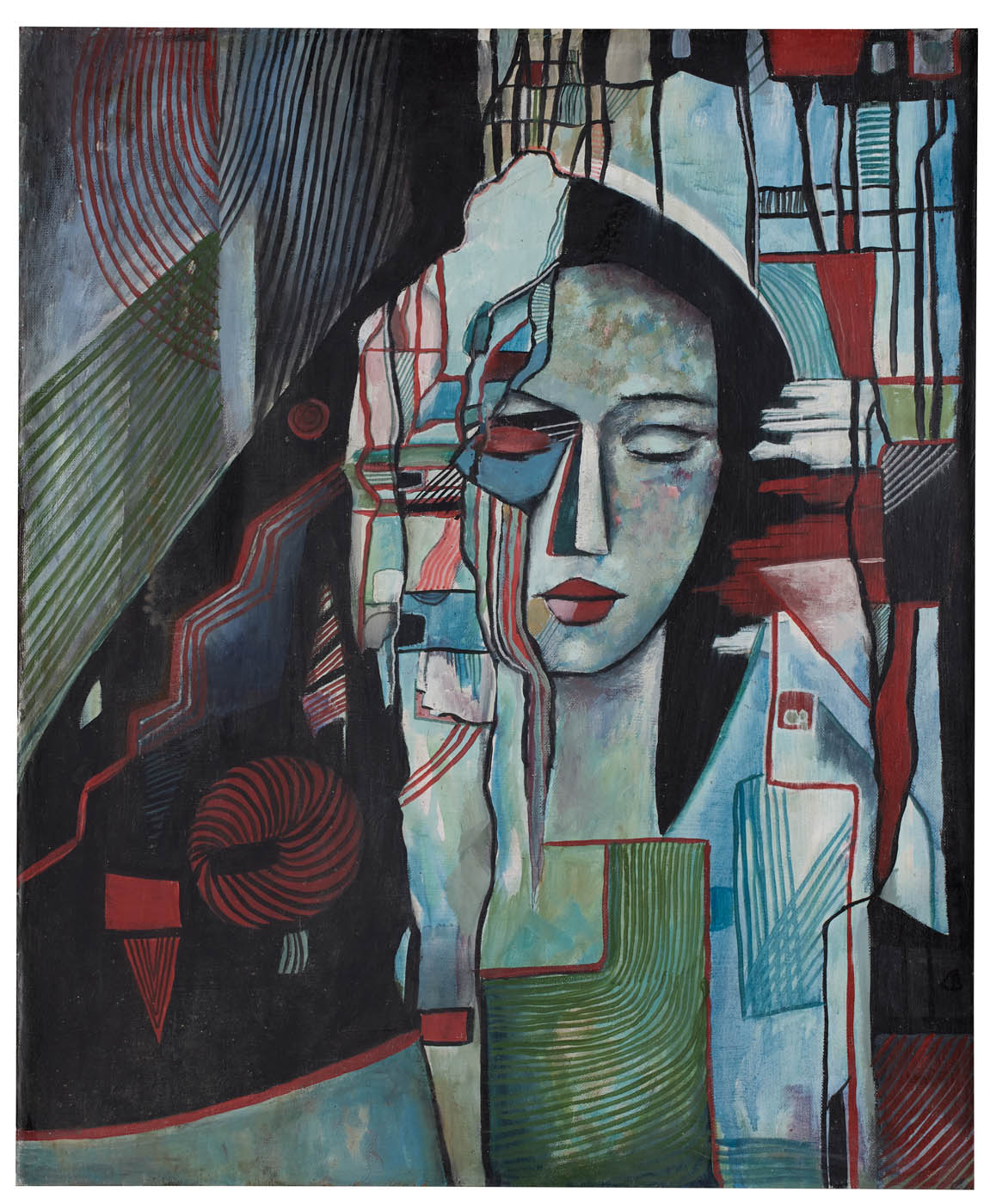
Ruth Cahn (1875–1966), Cap de dona, abans de 1935, Col·lecció de Edition Memòria, Thomas B. Schumann.
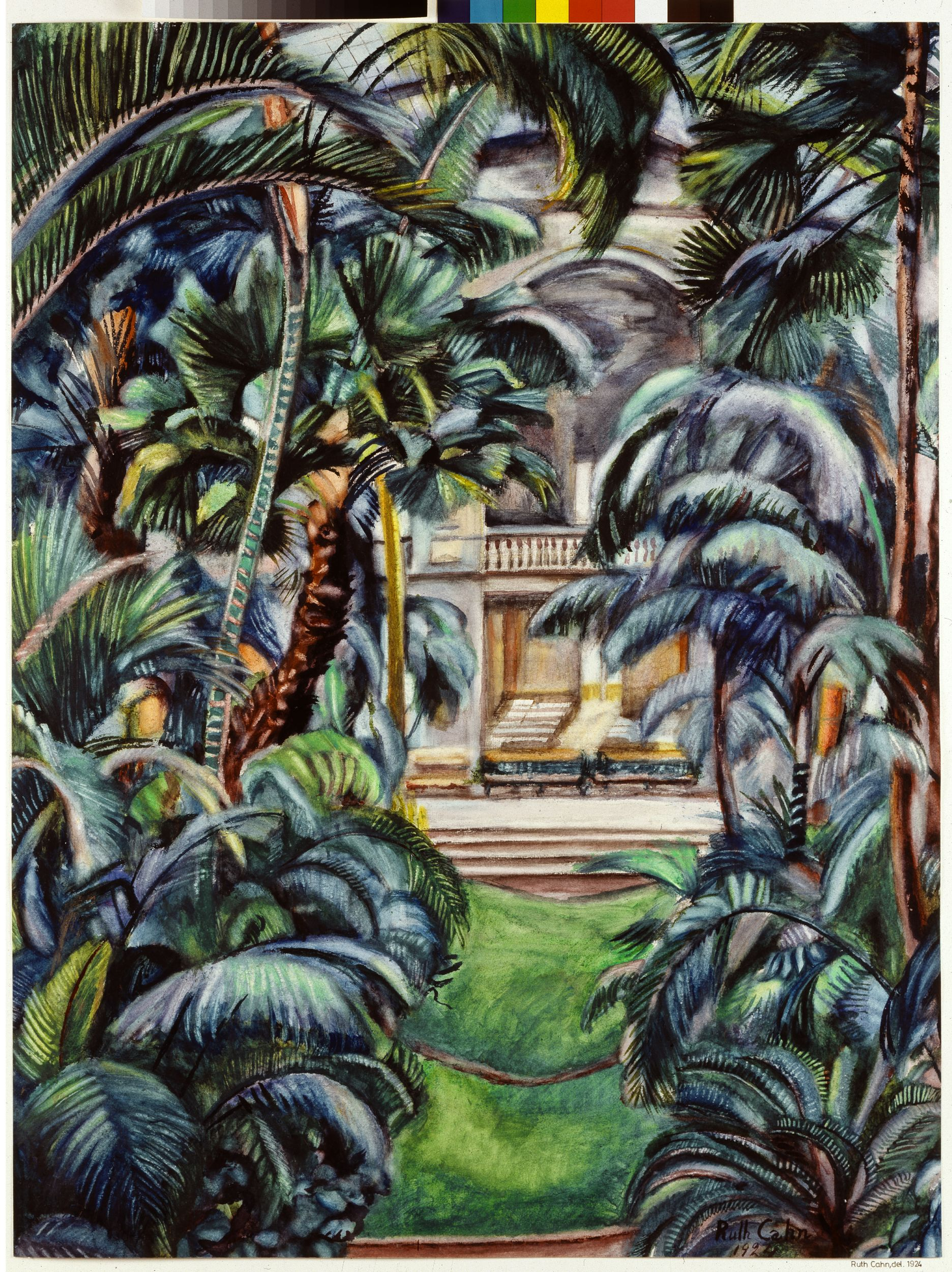
Ruth Cahn, Palmengarten Frankfurt, 1924, Museu Històric de Frankfurt.
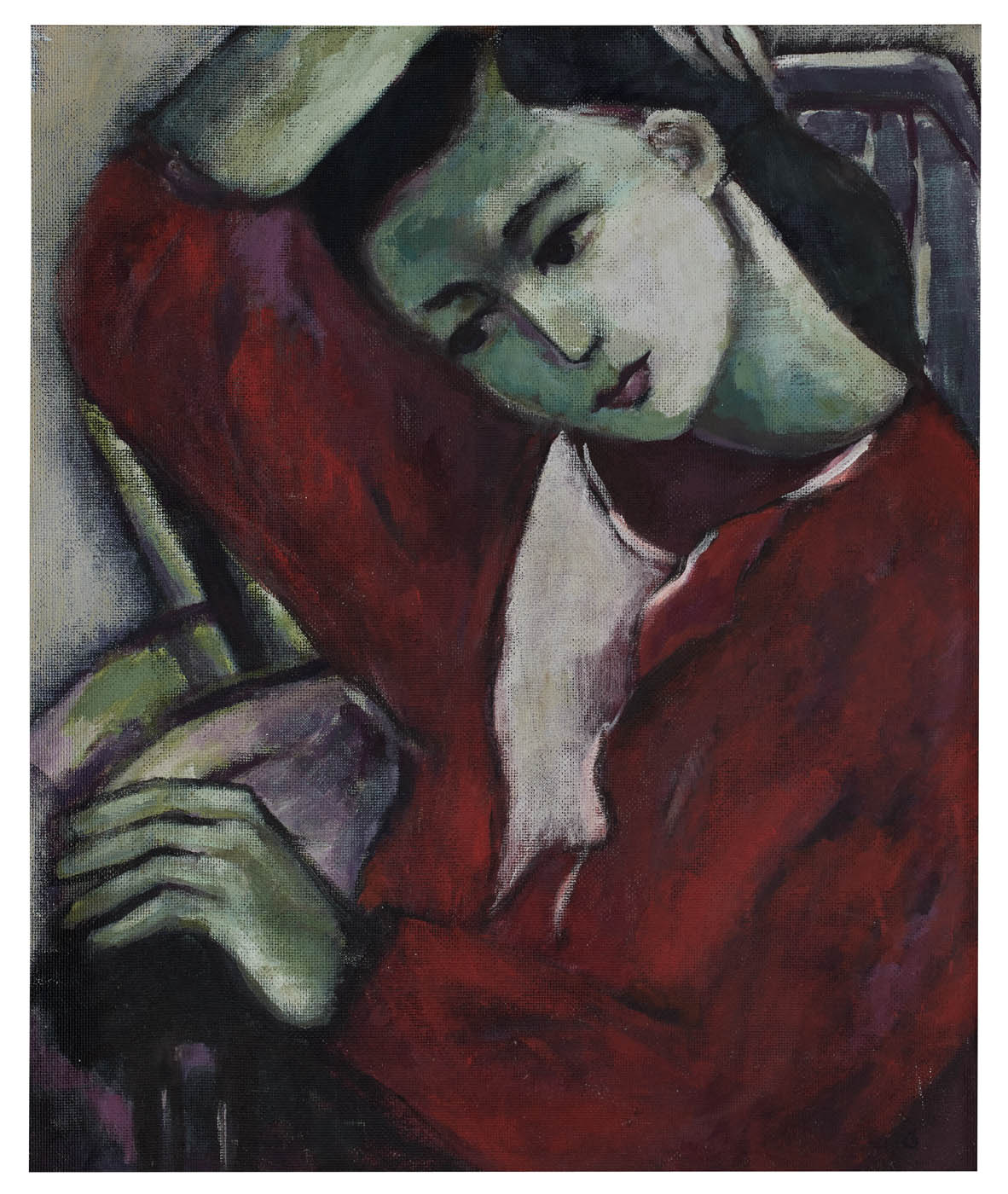
Ruth Cahn, Chica amb jaqueta vermella, abans de 1935, Col·lecció Edició Memòria, Thomas B. Schumann.
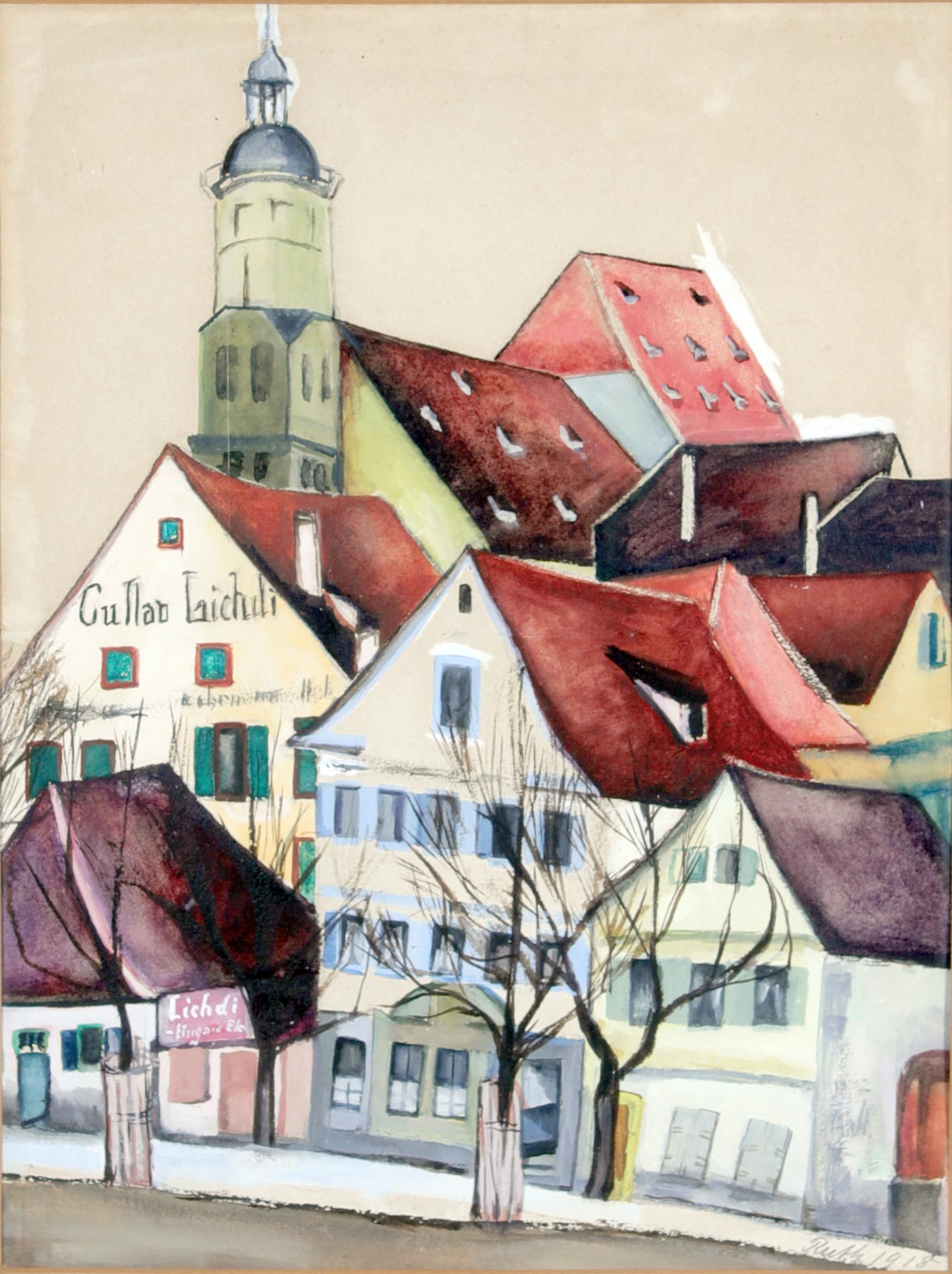
Ruth Cahn, Carrer de Frankfurt, 1918. Col·lecció privada.
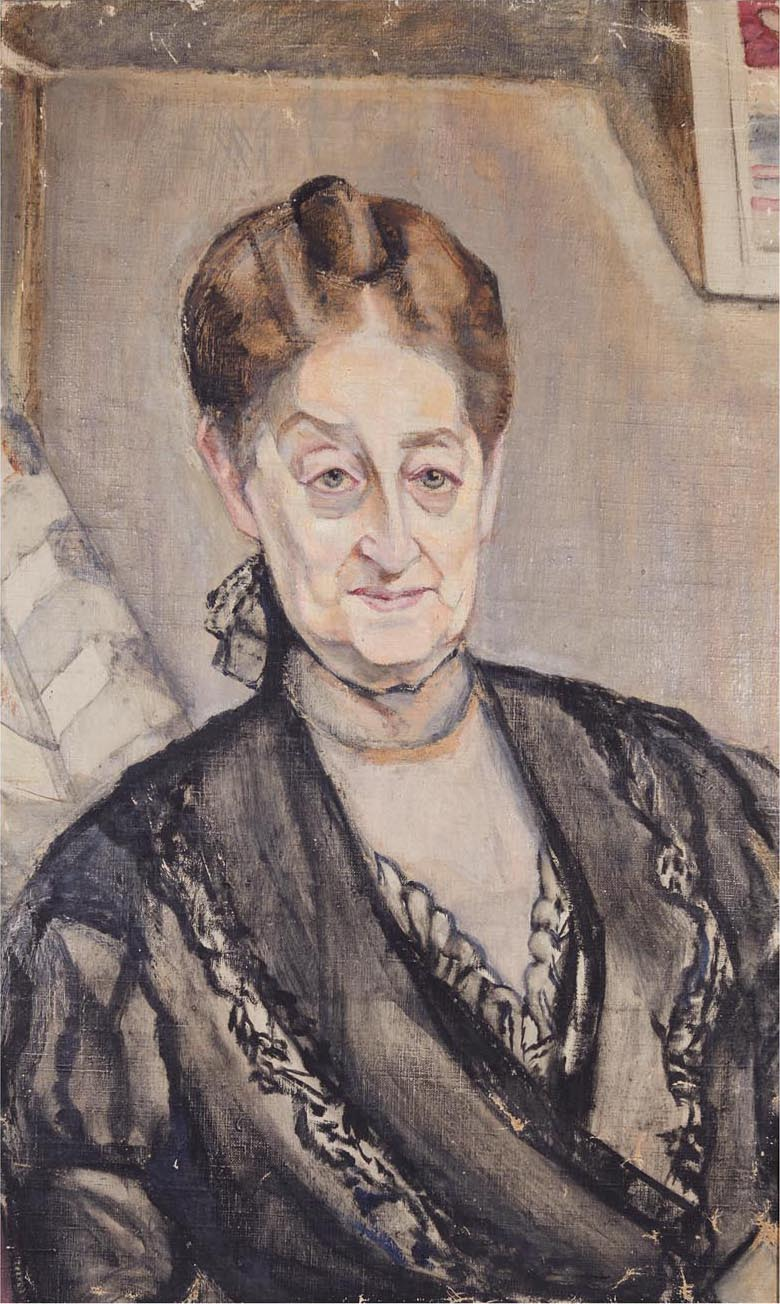
Ruth Cahn, retrat de la seva mare Leontine Schwarzadler Goldschmidt. Col·lecció privada.

## Exhibicions
- 1919: Primera exposició en el marxant d'art H. Trittler, Frankfurt am Main
- 1921: Exposició de l'Associació d'Artistes de Frankfurt en el Kunstverein, Frankfurt am Main
- 1924: Primera exposició individual en Galeries Dalmau, Barcelona
- 1926: Saló d'Art Ludwig Schames, Frankfurt del Meno
- 1926: Associació d'Artistes, Frankfurt am Main
- 1928: Exposició individual en el Saló de la Jeune Peinture, París
- 1934: Sèrie de postals amb reproduccions de les seves obres com a part d'un compromís d'ajuda als artistes de la Kulturbund Rhein-Main
- del 25 de novembre de 2022: De tornada a la llum. Quatre artistes - les seves obres. Els seus camins, Museu Jueu de Frankfurt